# Liste d'écrivains en langue hébraïque
Cette liste d'écrivains en langue hébraïque, non exhaustive, à compléter, entend recenser les écrivains notables en hébreu moderne, de nationalité israélienne (depuis 1948) ou non, diasporas comprises.

## A
- Yossi Abolafia (1944-)
- Dorit Abusch (1955-)
- Shimon Adaf (1972-)
- Suzane Adam (1952-)
- Tamar Adar (1939-2008)
- Uri Adelman (1958-2004)
- Malka Adler (1945-)
- Meir Agassi (1947-1998)
- Samuel Joseph Agnon (1888 - 1970) (lauréat du prix Nobel de littérature en 1966)
- Ada Aharoni (1933-), poétesse, sociologue
- Leah Aini (en) (1962-)
- Miriam Akavia (1927-2015)
- Noga Albalach (1971-)
- Gila Almagor (1939-)
- Aharon Almog (1931-2021)
- Ruth Almog (1936-)
- Nissim Aloni (1926-1998)
- Shulamit Aloni (1928-2014)
- Udi Aloni (1959-), réalisateur
- Yossi Alphi (1945-)
- Alon Altaras (1960-)
- Nathan Alterman (1910-1970)
- Ronen Altman Kaydar (1972-), poète
- Yoav Alvin (1962-)
- Yehuda Amichaï (1924-2000), poète
- Aharon Amir (1923-2008), poète
- Eli Amir (1937-)
- Gafna Amir (1966-)
- Gal Amir (1968-)
- Irit Amit (1950-)
- Aharon Appelfeld (1932-2018)
- Roy Arad (1977-), poète, chanteur, activiste
- Naim Araidi (1950-2015), druze
- Vered Ariel (1950 ?)
- Dan Armon (1948-), poète
- Schalom Asch (1880–1957)
- Meira Asher (1964-), compositrice, performeuse sonore
- Ehud Asheri (1950-)
- Aharon Ashman (1896-1981)
- Haim Assa (1949-)
- Yehuda Atlas (1937-)
- Zvi Atzmon (1948-), neurobiologiste, poète
- David Avidan (1934-1995), poète, peintre, cinéaste, dramaturge
- Yemima Avidar-Tchernovitz (1909-1998)
- Gabriela Avigur-Rotem (1946-)
- Uri Avnery (1923–2018)
- Yossi Avni Levy (1962-), diplomate
- Motti Awerbuch (1926-)
- Ora Ayal (1946-2011)
- Leah Ayalon (1950-)
- S. K. Azoulay (1979-)

## B
- Simon Bacher (1823-1891), poète
- Shimon Ballas (1930-), romancier
- Peretz-Dror Banai (1947-)[1], poète, traducteur
- Amos Bar (1931-2011), Possa
- Asher Barash (1889-1952)
- Benny Barbash (1951-), dramaturge, scénariste
- Ron Barkai (1943-)
- Devorah Baron (1887–1956)
- Ortsion Bartana (1949-)
- Hanoch Bartov (en) (1926–2016)
- Hamutal Bar-Yosef (1940-)
- Yehoshua Bar-Yosef (1912-1992)
- Yitzhak Bar-Yosef (1949-)
- Yosef Bar-Yosef (1933-)
- Michel Bar-Zohar (1938-)
- Yocheved Bat-Miriam (1901-1980), poète
- Hannah Bat-Shahar (en) (1944-)
- Ella Bat-Tsion (1954-), poétesse, bibliothécaire
- Haim Be`er (1945-)
- Meira Bein (1929-) [2], auteure enfance
- Maya Bejerano (1949-), poétesse
- Menahem Ben (1948-), journaliste, poète
- Dahn Ben-Amotz (1924-1989)
- Itamar Ben-Canaan (Ithamar Handelman Smith) (1976-), poète, chroniqueur
- Uzi Ben-Canaan (1954-1991)
- Ehud Ben-Ezer (1936-)
- Yakir Ben Moshe (1973-), poète
- Yitzhak Ben-Ner (1937-)
- Moshe Ben-Shaul (1930-2007)
- Dvora Ben-Shir (1957-)
- Netiva Ben-Yehuda (1928-2011)
- Avraham Ben-Yitzhak (1883-1950), poète
- Reuven Ben-Yosef (1937-2001), poète
- Elazar Benyoëtz (1937-)
- Micha Josef Berdyczewski (1865-1921)
- Tamar Bergman (1939-2011)
- Isaac Dov Berkowitz (1885-1967)
- Fania Bergstein (1908-1950), poétesse
- Ilana Bernstein (1957-)
- Ory Bernstein (1936-2017), poète
- Sivan Beskin (1976-), poétesse, traductrice, directrice littéraire
- Yaakov Besser (1934-2006), poète
- Haïm Nahman Bialik (1873-1934)
- Yehoash Biber (1937-)
- Elisheva Bichovsky (1888-1949), poétesse
- Ya'qub Bilbul (1920-2003), romancier, nouvelliste
- Yossl Birstein (1920-2003)
- Erez Biton (1942-), poète
- Ruth Blumert (? 1920-)
- Rachel Blaustein (1890-1931), poétesse
- Shani Boianjiu (1987-)
- Yossef Haïm Brenner (1881-1921)
- Martin Buber (1878-1965)
- Jacob Buchan (1946-)
- Oded Burla (1915-2009)
- Yehuda Burla (1886-1969)
- Dror Burstein (1970-)
- Dudi Busi (he) (1963-)

## C
- Ya'akov Cahan (1881-1960)
- Daniella Carmi (1956-)
- T. Carmi (1925-1994)
- Orly Castel-Bloom (1960-), auteure
- Ronit Chacham (1950-), auteure
- Abraham Chalfi (1904-1980), poète
- Miriam Barukh Chalfi (1917-2002), poétesse, sculptrice
- Rahel Chalfi (1939-), poétesse
- Sami Shalom Chetrit (1960-)
- Adir Cohen (1937-)
- Dalya B. Cohen (1948-)
- Gerda Cohen (1925-), artiste visuelle, auteure

## D
- Amnon Dankner (1946-2013)
- Yael Dayan (1939-), écrivaine, femme politique
- Yehiel De-Nur (1909-2001)
- Ramy Ditzanny (1950-), poète
- Menahem Mendel Dolitzki (1858-1931)
- Moshe Dor (1932-2016), poète
- Lizzie Doron (1953-), romancière
- Yair Dovrat (1990-), essayiste, poète

## E
- Arieh Eckstein (1929-2015)
- Amela Einat (1939-)
- Zohar Eitan (1955-), compositeur, poète
- Dov Elbaum (1970-)
- Anadad Eldan (1924-)
- Dror Elimelech (1956-), psychiatre, poète, compositeur
- Israel Eliraz (1936-2016), poète
- Emuna Elon (1955-), journaliste, activiste
- Sagit Emmet (1969-), auteure
- Alex Epstein (en) (1971-)
- Isaac Erter (1792-1851), satiriste
- Haya Esther (Godlevsky) (1941-), poétesse
- Bracha L. Ettinger (1948-), peintre, psychanalyste
- Esther Ettinger (1941-), poétesse, romancière
- Rachel Eytan (1932-1987)

## F
- Mordecai Ze`ev Feierberg (1874-1899)
- Esther Fein (1918-2012), pédagogue
- Anat Feinberg (1951-), romancière
- Jacob Fichman (1881-1958), poète
- Ezra Fleischer (1928-2006), poète, philologue
- Naomi Fraenkel (1918-2009), romancière
- Alona Frankel (1937-)
- David Frischman (1859-1922)
- Roman Frister (1928–2015), journaliste, écrivain
- Simon Frug (1859–1916), poète

## G
- Naomi Gal (1944-)
- Roni Ganor (1968-), romancier, traducteur
- Ami Gedalia (1952-)
- Adiva Geffen (en)
- Yehonathan Geffen (1947-), poète, chanteur, parolier, journaliste, dramaturge
- Shira Geffen (1971-), actrice, scénariste
- Ofra Gelbart-Avni (1947-)
- Mordechai Geldman (en) (1946-2011), poète, auteur de non fiction
- Zrubavel Gilad (1912-1988), Zerubavel Gilead, poète, traducteur
- Amir Gilboa (en) (1917-1984), poète
- Shulamit Gilboa (1943-), poète, nouvelliste, romancier
- Asher Hirsch Ginsberg (Ahad Haam, 1856-1927)
- Simon Ginzburg (1890-1944)[3], poète
- Roni Givati (1940-2014), auteure
- Eytan N. Glass (1968-)
- Uri Nisan Gnessin (1879-1913)
- Shammai Golan (1933-2017), romancier, nouvelliste, essayiste
- Leah Goldberg (1911-1970), poétesse, dramaturge, traductrice
- Judah Loeb Gordon (1830-1892), poète
- Carine Goren (1974-), auteure culinaire
- Yitzhak Gormezano-Goren (1941-)
- Abraham Bär Gottlober (1810-1899), poète
- Haim Gouri (1923-2018), poète, romancier, journaliste, documentariste
- Michal Govrin (1950-), poétesse, romancière
- Uri Zvi Greenberg (Tur Malka) (1896-1981), poète
- Marina Groslerner (1967-), auteure, traductrice
- David Grossman (1954-), romancier
- Batya Gour (1947-2005), romancière (policier)
- Zali Gurevitch (1949-)

## H
- Esty G. Hayim (he) (1963-), romancière
- Simon Halkin (en) (1899-1987), poète, romancier
- Avigdor Hameiri (1890-1970)
- Israel Hameiri (1948-)
- Hedva Harechavi (en) (1941-), artiste, poétesse
- Nira Harel (1936-)
- Orit Harel (1956-)
- Gayil Hareven (1959-)
- Shulamith Hareven (en) (1930-2003), auteure, poétesse, traductrice
- Raya Harnik (1933-)
- Paul Hartal (en) (1936-), peintre, poète
- Roy Hasan (1983-)
- Chajim Hasas / Haim Hazaz (1898–1973), romancier
- Shmuel Hasfari (1954-)
- Corinna Hasofferett (1935-)
- Amira Hass (1956-)
- Hava Havushi (1950-)
- Esty G. Hayim (he) (1963-)
- Yaël Hedaya (he) (1964-)
- Haim Hefer (en) (1925-2012), poète, parolier
- Yehoudit Hendel (1921-2014)[4], romancière, nouvelliste
- Shlomo Herberg (1884-1966), poète, traducteur
- Pua Hershlag (1950-2019), auteure enfance, traductrice
- Dalia Hertz (en) (1942-), poétesse
- Amira Hess (en) (1943-), poétesse, artiste
- Hillel Omer (en) (Ayin Hillel, 1926-1990), poète
- Alon Hilu (en) (1972-)
- Yoel Hoffmann (en) (1937-)
- Shifra Horn (1951-)
- Daniel Horowitz (1954-)
- Yaakov Hurgin (1898-1990), auteur enfance
- Yair Hurvitz (en) (1941-1988)
- Shmuel Thomas Huppert (1936-)

## I
- Yael Ichilov (1968-)
- Naftali Hertz Imber (1856-1909), poète, compositeur de la Hatikvah (1878)
- Yaniv Iczkovits (en) (1975-), Tikkun Ahar Hatzot (Une Prière d’après minuit (2015), La Fille du boucher pour la traduction en anglais, La vengeance de Fanny pour la traduction en français en 2023  (ISBN 978-2-07-27-8164-3))
- Anat Israeli (1955-), auteure de non-fiction
- Boaz Izraeli (1960-)
- Miron C. Izakson (1956-), romancier

## J
- Amnon Jackont (1948-), historien, éditeur littéraire, romancier (thrillers)
- Zvi Jagendorf (1936-)
- A. B. Yehoshua (1936–2022)

## K
- Aharon Avraham Kabak (1880-1944)
- Yehudit Kafri (en) (1935-), poétesse, traductrice
- Amalia Kahana-Carmon (1926-)
- Miriam Kainy (1942-)
- Shlomo Kalo(1928–2014)
- Yoram Kaniuk (1930-2013)
- Yonadav Kaploun (1963-)
- Sayed Kashua (1975-)
- Samuel Katz (1914-2008), journaliste
- Yoav Katz (1965-)
- Judith Katzir (en) (1963-), romancière, nouvelliste
- Ytshak Katzenelson (1886–1944)
- Amos Kenan (en) (1927-2009), chroniqueur, dramaturge, peintre, romancier
- Yehoshua Kenaz (1937-2020)
- Rivka Keren (1946-)
- Etgar Keret (1967-)
- Dov Kimhi (1889-1961)[5]
- Alona Kimhi (1966-), actrice, auteure
- Levin Kipnis (1894-1990), poète, auteur enfance
- Ephraim Kishon (1924 - 2005)
- Zahava Kor (1957-)
- Yeshayahu Koren (he) (1940-), romancier
- Admiel Kosman (en) (1957-), poète
- Abba Kovner (1918-1987), poète, partisan
- Asher Kravitz (en) (1969-), conférencier scientifique, animaliste, photographe
- Zundel Kroizer (1924-2014)

## L
- Tsruya Lahav (1951-), musicienne, poétesse, romancière
- Yizhak Lamdan (en) (1899-1954), poète, traducteur, chroniqueur
- Yitzhak Laor (1948-), romancier, poète, critique littéraire
- Haim Lapid (1948-)
- Shulamit Lapid (en) (1934-), romancière, dramaturge
- Yaïr Lapid (1963-), acteur, journaliste, romancier, poète
- Shlomo Lavi (1883 - 1963)
- Iris Leal (1959-)
- Michah Joseph Lebensohn (1828-1852), poète
- Haïm Lensky (1905-1943), poète, traducteur
- Motti Lerner (1949-), dramaturge, scénariste
- Giora Leshem (en) (1940-2011), poétesse, traductrice
- Ron Leshem (1976-), scénariste, romancier
- Hezy Leskly (en) (1952-1994), poète, chorégraphe
- Eleonora Lev (he) (1953-), romancière, éditrice, critique littéraire
- Yigal Lev (1933-2001)
- Hanoch Levin (1943-1999), dramaturge
- Menashe Levin (1903-1981), auteur, traducteur
- Yoav Levitas Halevy (1939-)
- Itamar Levy (de) (1956-), romancier
- Zvi Lieberman (1891-1985), auteur enfance
- Irena Liebman (1925-), auteure, journaliste
- Savyon Liebrecht (en) (1948-), romancière, nouvelliste
- Baruch Lindau (1759-1849) (?), scientifique
- Irit Linur (en) (1961-), auteure
- Hana Livne (1950-)
- Tzvi Livni (1927-), artiste visuel
- Marcela London (1941-)

## M
- Mira Maguen (1950-)
- Rivka Magen (1934-2018)
- Malbim 1809-1879), rabbin, commentateur, poète
- Salomon Mandelkern (en) (1846-1902), poète
- Reda Mansour (1945-), poète, romancier, diplomate, druze
- Avraham Mapou (1808-1867)
- Salman Masalha (en) (1953-), poète, prosateur, traducteur, essayiste
- Ronit Matalon (1959–2017)
- Margalit Matitiahu (1935-), poétesse
- Edna Mazya (1938-), dramaturge
- Yael Medini (1930-)
- Aharon Megged (en) (1920–2016), romancier et dramaturge
- Eyal Megged (1948-), journaliste, romancier
- Mira Meir (1932-2016), poétesse
- Ioram Melcer (1963-), traducteur, critique littéraire, essayiste
- Sabina Messeg (1942-)
- Shmuel T. Meyer (1957-)
- Sami Michael (1926-)
- Reuven Miran (1944-)
- Rivka Miriam (1952-), poétesse
- Dror Mishani (1975-)
- Agi Mishol (en) (1947-), poétesse
- Hillel Mittelpunkt (1973-), dramaturge
- Pnina Moed Kass (1938-)
- Mendele Moïkher Sforim (1836-1917)
- Shula Modan (1944-)
- Yigal Mossinson (en) (1917-1994), romancier, dramaturge
- Josef Mundy (en) (1935-1994), dramaturge

## N
- Tamar Fish Nachshon (en) (1926-2008), pédagogue, romancière, auteure enfance
- Haim Nagid (1940-)[6], critique littéraire, dramaturge
- Pnina Navè-Levinson (de) (1921-1998), essayiste
- Yair Nehorai (en) (?1970-), Taliban Son (2011)
- Eshkol Nevo (1971-), nouvelliste, romancier
- Gidi Nevo (1959-)[7]
- Vaan Nguyen (en) (1982-), poétesse, actrice, journaliste
- Shlomo Nitzan (1921-2006)[8],acteur, auteur
- Tal Nitzán (1961-), poétesse, traductrice
- Kobi Niv (1947-), journaliste, scénariste, essayiste
- Yitzhak Noy (1942-2022)[9], historien

## O
- Ofra Ofer (1951-)[10]
- Aliza Olmert (de) (1946-), écrivaine, illustratrice
- Dvora Omer (en) (1932-2013), auteure jeunesse
- Hillel Omer (en) (Ayin Hillel Omer, 1926-1990), poète, auteur enfance
- Joachim Oppenheim (1832-1891), rabbin
- Amir Or (en) (&956-), poète, romancier, essayiste
- Ram Oren (en) (1936-), romancier (suspense), historien
- Yitzhak Oren (1918-2017)[11], poète, romancier
- Dorit Orgad (de) (1936-), sociologue, historienne, romancière
- Jacob Orland (1914-)[12], poète, dramaturge
- Uri Orlev (1931-), auteur enfance
- Yitzhak Orpaz-Auerbach (1921-2015), romancier, nouvelliste, essayiste
- Amos Oz (1939-), poète, romancier, essayiste
- Kobi Oz (1979-) chanteur, parolier

## P
- Dan Pagis (1930-1986), poète
- Oded Peled (1950-)[13], traducteur, poète
- Alexander Penn (en) (1906-1992), poète
- Isaac Leib Peretz (1852-1915), avocat, poète, dramaturge, essayiste (yiddish)
- Lily Perry (en) (1953-)[14], éditrice, auteure
- Israel Pincas (en) (1935-, Anton), poète
- Hava Pinhas-Cohen (en) (1955-), éditrice, auteure, poétesse
- Anda Pinkerfeld Amir (en) (1902-1981), poétesse, auteure enfance
- Elisha Porat (en) (1938-2015), poète, nouvelliste
- Gabriel Preil (en) (1911-1953), poète

## R
- Esther Raab (en) (1894-1941), poétesse, nouvelliste
- Ozer Rabin (1921-1999)[15]
- Dorit Rabinyan (1972-), scénariste, romancière, Sous la même étoile
- Rachel Blaustein (1890-1931, Rachel), poétesse
- Naomi Ragen (en) (1949-), romancière, dramaturge
- Yonathan Ratosh (en) (1908-1981), poète, journaliste, fondateur du mouvement politique des Cananéens
- Dahlia Rabikovitch (1936-2005), poétesse, traductrice
- Orit Raz (1953-), auteure (enfance, adultes)
- Simcha Raz (1931-), essayiste
- Janice Rebibo (1950-), poétesse
- Abraham Regelson (en) (1896-1981), poète, traducteur, éditeur, auteur enfance
- Asher Reich (1937-), poète, romancier, nouvelliste
- Aharon Reuveni (de) (1886-1952), poète, romancier
- Yotam Reuveny (1949-2021)[16], poète, journaliste, dramaturge, traducteur
- Avrom Reyzen (en) (1876-1953), poète, éditeur
- David Rokeah (de) (1916-1985), poète
- Galila Ron-Feder-Amit (en) (1949-), auteure enfance
- Yael Roseman (1942-), romancière, The Dog Gang Collection
- Roee Rosen (en) (1963-), poly-artiste, écrivain, cinéaste
- Ruvik Rosental (1945-)[17], écrivain, journaliste
- Judith Rotem (1942-)[18], romancière, auteure enfance, autobiographe (de survivants de l'Holocauste)
- Miriam Roth (en) 1910-2005), pionnière (éducation préscolaire), auteure enfance
- Miri Rozovsky (1967-)[19], romancière
- Tuvia Rübner (de) (1924-2019), poète, traducteur, critique

## S
- Rami Saari (1963-), poète, traducteur, linguiste, critique littéraire
- Haim Sabato (en) (1955-), rabbin, auteur, essayiste
- Pinchas Sadeh (en) (1929-1994), romancier, poète
- Yishai Sarid (1965-), avocat, romancier
- Yossi Sarid (1940-2015), journaliste, essayiste, homme politique
- Igal Sarna (1952-)
- Moshe Sartel (1942-)[20], poète
- Harold Schimmel (he) (1935-) [21], poète
- David Schütz (en) (1941-2017), romancier (SF)
- A. A. Schwartz (1846-1931), rabbin de Karlsruhe, poète
- Amir Segal (en) (1980-), poète, critique littéraire, entrepreneur
- Nava Semel (1954-2017), journaliste, traductrice, auteure
- Yonat et Alexander Sened (he) (1921-2004) et (1926-2014)[22],[23]
- Dan Benaya Seri (1935-)[24], romancier, nouvelliste
- Aharon Shabtai (en) (1939-), poète, traducteur
- Nano Shabtaï (1975-), poétesse, romancière, dramaturge
- Yaakov Shabtai (en) (1934-1980), poète, dramaturge, traducteur, romancier
- Nathan Shaham (en) (1925-2018), romancier, nouvelliste, dramaturge, prix Bialik
- Orit Shaham-Gover (1952-)[25]
- David Shahar (1926-1997), romancier, prix Médicis étranger
- Gershon Shaked (1929-2006), journaliste, essayiste, critique littéraire
- Elinoam Shalev, voir Shulamit Appfel
- Meir Shalev (1948-), journaliste, romancier, essayiste
- Zeruya Shalev (1959-), romancière
- Shin Shalom (1905-1990), poète
- Yitzhak Shami (1888-1949), juif palestinien, poète, romancier
- Moshe Shamir (en) (1921-2004), dramaturge, traducteur
- Anton Shammas (en) (1950-), palestinien, poète, traducteur
- Amnon Shamosh (1929-2022), poète
- Yosef Sharon (1952-), poète
- Avner Shats (en) (1959-), auteur, poète
- Dan Shavit (1944-)[26], artiste visuel, écrivain
- Zalman Shazar (1889-1974), poète, journaliste, écrivain
- Ilan Sheinfeld (1960-)[27], poète, éditeur, traducteur
- Ofer Shelach (en) (1960-), journaliste, homme politique
- Tami Shem Tov (1969-), auteure jeunesse
- Naomi Shemer (1930-2004), poétesse, auteure, compositrice
- Aliza Shenhar (1943-), essayiste
- Itzhak Shenhar (1902-1957)[28]
- Tzur Shezaf (1959-), auteur, journaliste
- Shin Shifra (en) (1931-2012), poétesse, traductrice, éditrice, critique, universitaire
- David Shimoni (1891-1956), poète, traducteur, prix Bialik
- Youval Shimoni (1955-), romancier
- Abraham Shlonsky (1900-1973), poète, éditeur
- Zalman Shneour (1886-1959), poète, romancier
- Gershon Shofman (en) (1800-1972), peintre, auteur
- Matityahu Shoham (de) (1893-1937), poète, dramaturge
- Irit Shoshani (1947-)[29], auteure
- Ephraim Sidon (en) (1946-), dramaturge, satiriste
- David Yeshayahu Silberbusch (1854-1936)
- Dvora Silverstein (1948-)[30], artiste, auteure
- Aryeh Sivan (1929-2015)[31]
- Tal Slutzker (en) (1986-), peintre, poète
- Moshé Smilanski (1874-1953), agriculteur, journaliste, romancier
- Yizhar Smilansky (1916-2006), poète, romancier, homme politique
- Shoham Smith (1966-), auteure
- Peretz Smolenskin (1842-1885), journaliste, poète
- Eliezer Smoli (en) (1901-1985), auteur enfance
- Michal Snunit (en) (1940-), poétesse, auteure
- Yehoshua Sobol (en) (1939-), dramaturge
- Nahum Sokolow (1859-1936), journaliste, critique, biographe
- Ronny Someck (en) 1951-), poète
- Aharon Sorasky (en) (1940-), biographe
- Jacob Steinberg (en) (1887-1947), poète
- Jacob Sternberg (1890-1973), poète, dramaturge
- Yehouda Steinberg (1863-1908), fabuliste, nouvelliste
- Esther Streit-Wortzel (1932-2013)[32], auteure enfance
- Yossi Sucary (1959-), romancier
- Albert Suissa (1951-), chanteur, parolier

## T
- Mordechai Tabib (1910-1979)[33], poète, homme politique
- Chaim Tadmon (1935-), partenaire de Raquel Chalfi
- Yoram Taharlev (en) (1938-2022), poète, physicien
- Rachel Talshir (1957-)[34], journaliste, auteure
- Benjamin Tammuz (1919-1989), journaliste, sculpteur, critique, romancier, auteur enfance
- Shlomo Tanny (1919-2000)[35], poète, journaliste, éditeur
- Gadi Taub (1965-), historien, scénariste, romancier
- Udi Ta'ub (1962-)[36], artiste visuel, auteur
- Shaul Tchernichovsky (1875-1943), poète
- Yona Tepper (de) (1941-), auteure
- Ben-Zion Tomer (1928-1998)[37]
- Avner Treinin (en) (1936-2011), poète
- Noga Treves (? 1950-), romancière[38]
- Dan Tsalka (de) (1936-2005), romancier, critique
- Shai Tubali (1976-)[39]
- Uri Tzaig (en) (1965-), artiste, dramaturge (installations)

## U
- Orit Uziel (1952-)[40], auteure enfance

## V
- Naomi Vishnitzer (1925-)[41], écrivaine
- David Vogel (1891-1944), poète, écrivain

## W
- Yona Wallach (1944-1985), poétesse
- Uzi Weill (1964-)[42], romancier, scénariste
- Meir Wieseltier (en) (1941-), poète, traducteur
- Manfred Winkler (de) (1922-2014)

## Y
- Yehuda Yaari (1900-1982)[43], nouvelliste, romancier
- Zvi Yair (en) (1915-2005), poète, essayiste
- Miriam Yalan-Shteklis (en) (1900-1984), poétesse, auteure enfance
- Itamar Yaoz-Kest (1934-)[44], éditeur, poète, prosateur
- Noa Yedlin (de) (1975-), nouvelliste, romancière
- Abraham Yehoshua (1936-2022), nouvelliste, romancier
- Avoth Yeshurun (en) (1904-1992), poète
- S. Yizhar (1916-2006, Yizhar Smilansky), nouvelliste, essayiste, homme politique,  Khirbet Khizeh (1949)
- Natan Yonatan (en) (1923–2004), poète

## Z
- Nathan Zach (1930-2020), poète
- Michal Zamir (de) (1964-), nouvelliste, romancière
- Nourit Zarchi (1941-), poétesse, auteure enfance
- Zelda Schneurson Mishkovsky (en) (1914-1984), poétesse
- Benny Ziffer (en) (1953-), traducteur, romancier
- Shimon Zimmer (he) (1950-)[45], dramaturge
- Klil Zisapel (1976-)[46], nouvelliste, romancière
- Ouriel Zohar (1952-), scénariste, dramaturge, traducteur
- Eda Zoritte-Megged (en) (1926-), essayiste, dramaturge, poétesse, traductrice
- Shiri Zuck (1973-)[47], scénariste
- Eliakum Zunser (1840-1913), poète, compositeur, parolier, improvisateur
- Eliezer Zweifel (en) (1815-1888)

## Ordre chronologique
- Liste d'écrivains en hébreu médiéval d'avant 1850 (de)

### Naissance avant 1850
- Baruch Lindau (1759-1849) (?), scientifique
- Isaac Erter (1792-1851), satiriste
- Avraham Mapou (1808-1867)
- Malbim 1809-1879), rabbin, commentateur, poète
- Abraham Bär Gottlober (1810-1899), poète
- Eliezer Zweifel (en) (1815-1888)
- Simon Bacher (1823-1891), poète
- Michah Joseph Lebensohn (1828-1852), poète
- Judah Loeb Gordon (1830-1892), poète
- Joachim Oppenheim (1832-1891), rabbin
- Mendele Moïkher Sforim (1836-1917)
- Eliakum Zunser (1840-1913), poète, compositeur, parolier, improvisateur
- Peretz Smolenskin (1842-1885), journaliste, poète
- Salomon Mandelkern (en) (1846-1902), poète
- A. A. Schwartz (1846-1931), rabbin de Karlsruhe, poète

### 1850
- Isaac Leib Peretz (1852-1915), avocat, poète, dramaturge, essayiste (yiddish)
- David Yeshayahu Silberbusch (1854-1936)

- Asher Hirsch Ginsberg (Ahad Haam, 1856-1927)
- Naftali Hertz Imber (1856-1909), poète, compositeur de la Hatikvah (1878)
- Menahem Mendel Dolitzki (1858-1931)
- Éliézer Ben-Yehoudah (1858-1922)

- David Frischman (1859-1922)
- Simon Frug (1859–1916), poète
- Nahum Sokolow (1859-1936), journaliste, critique, biographe

- Yehouda Steinberg (1863-1908), fabuliste, nouvelliste
- Micha Josef Berdyczewski (1865-1921)

### 1870
- Haïm Nahman Bialik (1873-1934)
- Mordecai Ze`ev Feierberg (1874-1899)
- Moshé Smilanski (1874-1953), agriculteur, journaliste, romancier
- Shaul Tchernichovsky (1875-1943), poète
- Avrom Reyzen (en) (1876-1953), poète, éditeur
- Martin Buber (1878-1965)
- Uri Nisan Gnessin (1879-1913)

### 1880
- Schalom Asch (1880–1957)
- Aharon Avraham Kabak (1880-1944)

- Yossef Haïm Brenner (1881-1921)
- Ya'akov Cahan (1881-1960)
- Jacob Fichman (1881-1958), poète
- Stefan Zweig (1881-1942), journaliste, biographe, dramaturge, romancier

- Menahem Gnessin (en) (1882-1951), homme de théâtre (Amateur Dramatic Arts Company, 1907, Habima)

- Avraham Ben-Yitzhak (1883-1950), poète
- Shlomo Lavi (1883-1963)

- Shlomo Herberg (1884-1966), poète, traducteur

- Isaac Dov Berkowitz (1885-1967)

- Yehuda Burla (1886-1969)
- Ytshak Katzenelson (1886–1944), Chant du peuple juif assassiné (1944)
- Aharon Reuveni (de) (1886-1952), poète, romancier
- Zalman Shneour (1886-1959), poète, romancier
- Naftali Herz Tur-Sinai (1886-1973), linguiste

- Devorah Baron (1887–1956)
- Jacob Steinberg (en) (1887-1947), poète
- Nahum Zemach (de) (1887-1939), homme de théâtre (Habima)

- Samuel Joseph Agnon (1888-1970) (lauréat du prix Nobel de littérature en 1966)
- Elisheva Bichovsky (1888-1949), poétesse
- Yitzhak Shami (1888-1949), juif palestinien, poète, romancier

- Asher Barash (1889-1952)
- Dov Kimhi (1889-1961)[5]
- Zalman Shazar (1889-1974), poète, journaliste, écrivain, homme politique

### 1890
- Rachel Blaustein (1890-1931), poétesse
- Simon Ginzburg (1890-1944)[3], poète
- Avigora Hameiri (1890-1970)
- Rachel Blaustein (1890-1931), poétesse
- Jacob Sternberg (1890-1973), poète, dramaturge
- Zvi Lieberman (1891-1985), auteur enfance
- David Shimoni (1891-1956), poète, traducteur, prix Bialik
- David Vogel (1891-1944), poète, écrivain
- Matityahu Shoham (de) (1893-1937), poète, dramaturge
- Levin Kipnis (1894-1990), poète, auteur enfance
- Esther Raab (en) (1894-1941), poétesse, nouvelliste
- Aharon Ashman (1896-1981)
- Uri Zvi Greenberg (Tur Malka) (1896-1981), poète
- Abraham Regelson (en) (1896-1981), poète, traducteur, éditeur, auteur enfance
- Chajim Hasas / Haim Hazaz (1898–1973), romancier
- Yaakov Hurgin (1898-1990), auteur enfance
- Simon Halkin (en) (1899-1987), poète, romancier
- Yizhak Lamdan (en) (1899-1954), poète, traducteur, chroniqueur

### 1900
- Abraham Shlonsky (1900-1973), poète, éditeur
- Gershon Shofman (en) (1900-1972), peintre, auteur
- Yehuda Yaari (1900-1982)[43], nouvelliste, romancier
- Miriam Yalan-Shteklis (en) (1900-1984), poétesse, auteure enfance
- Yocheved Bat-Miriam (1901-1980), poète
- Anda Pinkerfeld Amir (en) (1902-1981), poétesse, auteure enfance
- Eliezer Smoli (en) (1901-1985), auteur enfance
- Itzhak Shenhar (1902-1957)[28]
- Menashe Levin (1903-1981), auteur, traducteur
- Abraham Chalfi (1904-1980), poète
- Avoth Yeshurun (en) (1904-1992), poète
- Haïm Lensky (1905-1943), poète, traducteur
- Shin Shalom (1905-1990), poète
- Alexander Penn (en) (1906-1992), poète
- Fania Bergstein (1908-1950), poétesse
- Yonathan Ratosh (en) (1908-1981), poète, journaliste, fondateur du mouvement politique des Cananéens
- Yemima Avidar-Tchernovitz (en) (1909-1998), auteure enfance
- Yehiel De-Nur (1909-2001, Ka-Tzetnik), romancier, La Maison des poupées (1955)

### 1910
- Nathan Alterman (1910-1970)
- Miriam Roth (en) 1910-2005), pionnière (éducation préscolaire), auteure enfance
- Mordechai Tabib (1910-1979)[33], poète, homme politique

- Leah Goldberg (1911-1970), poétesse, dramaturge, traductrice
- Gabriel Preil (en) (1911-1953), poète

- Yehoshua Bar-Yosef (1912-1992)
- Zrubavel Gilad (1912-1988), Zerubavel Gilead, poète, traducteur

- Samuel Katz (1914-2008), journaliste
- Jacob Orland (1914-)[12], poète, dramaturge
- Zelda Schneurson Mishkovsky (en) (1914-1984), poétesse

- Oded Burla (1915-2009)
- Zvi Yair (en) (1915-2005), poète, essayiste

- David Rokeah (de) (1916-1985), poète
- S. Yizhar (1916-2006, Yizhar Smilansky), poète, nouvelliste, essayiste, homme politique,  Khirbet Khizeh (1949)

- Miriam Barukh Chalfi (1917-2002), poétesse, sculptrice
- Amir Gilboa (en) (1917-1984), poète
- Yigal Mossinson (en) (1917-1994), romancier, dramaturge

- Esther Fein (1918-2012), pédagogue
- Naomi Fraenkel (1918-2009), romancière
- Abba Kovner (1918-1987), poète, partisan
- Yitzhak Oren (1918-2017)[11], poète, romancier

- Benjamin Tammuz (1919-1989), journaliste, sculpteur, critique, romancier, auteur enfance, Le Verger (1972), Le Minotaure (1980)
- Shlomo Tanny (1919-2000)[35], poète, journaliste, éditeur

### 1920
- Ya'qub Bilbul (1920-2003), romancier, nouvelliste
- Yossl Birstein (1920-2003)
- Ruth Blumert (? 1920-)
- Aharon Megged (1920–2016)

- Yehoudit Hendel (1921-2014)[4], romancière, nouvelliste
- Pnina Navè-Levinson (de) (1921-1998), essayiste
- Shlomo Nitzan (1921-2006)[8],acteur, auteur
- Yitzhak Orpaz-Auerbach (1921-2015), romancier, nouvelliste, essayiste
- Ozer Rabin (1921-1999)[15]
- Alexander Sened (1921-2014)[23]
- Moshe Shamir (en) (1921-2004), dramaturge, traducteur

- Manfred Winkler (de) (1922-2014)

- Aharon Amir (1923-2008), poète
- Uri Avnery (1923–2018), journaliste, écrivain, homme politique
- Haim Gouri (1923-2018), poète, romancier, journaliste, documentariste
- Natan Yonatan (en) (1923–2004), poète

- Yehuda Amichaï (1924-2000), poète
- Dahn Ben-Amotz (1924-1989)
- Anadad Eldan (1924-)
- Ephraim Kishon (1924-2005), journaliste, écrivain, chroniqueur, scénariste, réalisateur
- Zundel Kroizer (1924-2014)
- Tuvia Rübner (de) (1924-2019), poète, traducteur, critique

- T. Carmi (1925-1994, Carmi Tscharny), poète, traducteur
- Gerda Cohen (1925-), artiste visuelle, auteure
- Haim Hefer (en) (1925-2012), poète, parolier
- Irena Liebman (1925-), auteure, journaliste
- Nathan Shaham (en) (1925-2018), romancier, nouvelliste, dramaturge, prix Bialik
- Naomi Vishnitzer (1925-)[41], écrivaine

- Nissim Aloni (1926-1998), nouvelliste, dramaturge, traducteur
- Motti Awerbuch (1926-)
- Hanoch Bartov (1926–2016)
- Amalia Kahana-Carmon (1926-)
- Sami Michael (1926-)
- Tamar Fish Nachshon (en) (1926-2008), pédagogue, romancière, auteure enfance
- Hillel Omer (en) (connu sous le nom de plume Ayin Hillel, 1926-1990), poète, auteur pour enfants
- Yonat Sened (1926-2004)[22]
- David Shahar (1926-1997), romancier, prix Médicis étranger
- Eda Zoritte-Megged (en) (1926-), essayiste, dramaturge, poétesse, traductrice

- Miriam Akavia (1927-2015)
- Amos Kenan (en) (1927-2009), chroniqueur, dramaturge, peintre, romancier
- Tzvi Livni (1927-), artiste visuel

- Shulamit Aloni (1928-2014), femme politique
- Netiva Ben-Yehuda (1928-2011)
- Ezra Fleischer (1928-2006), poète, philologue
- Roman Frister (1928–2015), journaliste, écrivain
- Shlomo Kalo (1928–2014)
- Ben-Zion Tomer (1928-1998)[37]

- Meira Bein (1929-) [2], auteure enfance
- Arieh Eckstein (1929-2015)
- Pinchas Sadeh (en) (1929-1994), romancier, poète
- Gershon Shaked (1929-2006), journaliste, essayiste, critique littéraire
- Amnon Shamosh (1929-2022), poète
- Aryeh Sivan (1929-2015)[31]

### 1930
- Shimon Ballas (1930-), romancier
- Moshe Ben-Shaul (1930-2007)
- Shulamith Hareven (en) (1930-2003), auteure, poétesse, traductrice
- Yoram Kaniuk (1930-2013)
- Yael Medini (1930-)
- Dan Pagis (1930-1986), poète
- Naomi Shemer (1930-2004), poétesse, auteure, compositrice
- Nathan Zach (1930-2020), poète

- Aharon Almog (1931-2021)

- Uri Orlev (1931-), auteur enfance
- Simcha Raz (1931-), essayiste
- Shin Shifra (en) (1931-2012), poétesse, traductrice, éditrice, critique, universitaire

- Aharon Appelfeld (1932-2018)
- Moshe Dor (1932-2016), poète
- Rachel Eytan (1932-1987)
- Mira Meir (1932-2016), poétesse
- Dvora Omer (en) (1932-2013), auteure jeunesse
- Esther Streit-Wortzel (1932-2013)[32], auteure enfance

- Ada Aharoni (1933-), poétesse, sociologue
- Yosef Bar-Yosef (1933-)
- Shammai Golan (1933-2017), romancier, nouvelliste, essayiste
- Raya Harnik (1933-)
- Yigal Lev (1933-2001)

- David Avidan (1934-1995), poète, peintre, cinéaste, dramaturge
- Yaakov Besser (1934-2006), poète
- Shulamit Lapid (en) (1934-), romancière, dramaturge
- Rivka Magen (1934-2018)
- Yaakov Shabtai (en) (1934-1980), poète, dramaturge, traducteur, romancier
- Itamar Yaoz-Kest (1934-)[44], éditeur, poète, prosateur

- Corinna Hasofferett (1935-)
- Yehudit Kafri (en) (1935-), poétesse, traductrice
- Margalit Matitiahu (1935-), poétesse
- Josef Mundy (en) (1935-1994), dramaturge
- Israel Pincas (en) (1935-, Anton), poète
- Harold Schimmel (he) (1935-) [21], poète
- Dan Benaya Seri (1935-)[24], romancier, nouvelliste
- Chaim Tadmon (1935-), partenaire de Raquel Chalfi

- Ruth Almog (1936-), romancière, auteure enfance
- Ehud Ben-Ezer (1936-)
- Ory Bernstein (1936-2017), poète
- Israel Eliraz (1936-2016), poète
- Nira Harel (1936-)
- Paul Hartal (en) (1936-), peintre, poète
- Shmuel Thomas Huppert (1936-)
- Zvi Jagendorf (1936-)
- A. B. Yehoshua (1936–2022)
- Ram Oren (en) (1936-), romancier (suspense), historien
- Dorit Orgad (de) (1936-), sociologue, historienne, romancière
- Dahlia Rabikovitch (1936-2005), poétesse, traductrice
- Avner Treinin (en) (1936-2011), poète
- Dan Tsalka (de) (1936-2005), romancier, critique
- Abraham Yehoshua (1936-2022), nouvelliste, romancier

- Eli Amir (1937-)
- Yehuda Atlas (1937-)
- Yitzhak Ben-Ner (1937-)
- Reuven Ben-Yosef (1937-2001), poète
- Elazar Benyoëtz (1937-)
- Yehoash Biber (1937-)
- Adir Cohen (1937-)
- Alona Frankel (1937-)
- Yoel Hoffmann (en) (1937-)
- Yehoshua Kenaz (1937-2020)
- Asher Reich (1937-), poète, romancier, nouvelliste

- Michel Bar-Zohar (1938-)
- Edna Mazya (1938-), dramaturge
- Pnina Moed Kass (1938-)
- Elisha Porat (en) (1938-2015), poète, nouvelliste
- Yoram Taharlev (en) (1938-2022), poète, physicien

- Tamar Adar (1939-2008)
- Gila Almagor (1939-)
- Tamar Bergman (1939-2011)
- Rahel Chalfi (1939-), poétesse
- Yael Dayan (1939-), écrivaine, femme politique
- Amela Einat (1939-)
- Yoav Levitas Halevy (1939-)
- Amos Oz (1939-), poète, romancier, essayiste
- Aharon Shabtai (en) (1939-), poète, traducteur
- Yehoshua Sobol (en) (1939-), dramaturge

### 1940
- Hamutal Bar-Yosef (1940-)
- Roni Givati (1940-2014), auteure
- Yeshayahu Koren (1940-), romancier
- Giora Leshem (en) (1940-2011), poétesse, traductrice
- Haim Nagid (1940-)[6], critique littéraire, dramaturge
- Yossi Sarid (1940-2015), journaliste, essayiste, homme politique
- Michal Snunit (en) (1940-), poétesse, auteure
- Aharon Sorasky (en) (1940-), biographe

- Haya Esther (Godlevsky) (1941-), poétesse
- Esther Ettinger (1941-), poétesse, romancière
- Yitzhak Gormezano-Goren (en) (1941-), romancier, dramaturge, scénariste
- Hedva Harechavi (en) (1941-), artiste, poétesse
- Yair Hurvitz (en) (1941-1988)
- Marcela London (1941-)
- David Schütz (en) (1941-2017), romancier (SF)
- Yona Tepper (de) (1941-), auteure
- Meir Wieseltier (en) (1941-), poète, traducteur
- Nourit Zarchi (1941-), poétesse, auteure enfance

- Erez Biton (en) (1942-), poète
- Dalia Hertz (en) (1942-), poétesse
- Miriam Kainy (1942-)
- Sabina Messeg (1942-)
- Yitzhak Noy (1942-2022)[9], historien
- Yael Roseman (1942-), romancière, The Dog Gang Collection
- Judith Rotem (1942-)[18], romancière, auteure enfance, autobiographe (de survivants de l'Holocauste)
- Moshe Sartel (1942-)[20], poète

- Ron Barkai (1943-)
- Shulamit Gilboa (1943-), poète, nouvelliste, romancier
- Amira Hess (en) (1943-), poétesse, artiste
- Hanoch Levin (1943-1999), dramaturge

- Yossi Abolafia (1944-)
- Hannah Bat-Shahar (en) (1944-)
- Naomi Gal (1944-)
- Reuven Miran (1944-)
- Shula Modan (1944-)
- Dan Shavit (1944-)[26], artiste visuel, écrivain
- Yona Wallach (1944-1985), poétesse

- Malka Adler (1945-)
- Yossi Alphi (1945-)
- Haim Be`er (1945-)
- Reda Mansour (1945-), poète, romancier, diplomate, druze
- Ruvik Rosental (1945-)[17], écrivain, journaliste

- Gabriela Avigur-Rotem (1946-)
- Ora Ayal (1946-2011)
- Jacob Buchan (1946-)
- Amnon Dankner (1946-2013)
- Mordechai Geldman (en) (1946-2011), poète, auteur de non fiction
- Rivka Keren (1946-)
- Aliza Olmert (de) (1946-), écrivaine, illustratrice
- Ephraim Sidon (en) (1946-), dramaturge, satiriste

- Meir Agassi (1947-1998)
- Peretz-Dror Banai (1947-), poète, traducteur
- Yehonathan Geffen (1947-), poète, chanteur, parolier, journaliste, dramaturge
- Ofra Gelbart-Avni (1947-)
- Batya Gour (1947-2005), romancière (policier)
- Agi Mishol (en) (1947-), poétesse
- Kobi Niv (1947-), journaliste, scénariste, essayiste
- Irit Shoshani (1947-)[29], auteure

- Dan Armon (1948-), poète
- Zvi Atzmon (1948-), neurobiologiste, poète
- Menahem Ben (1948-), journaliste, poète
- Dalya B. Cohen (1948-)
- Israel Hameiri (1948-)
- Amnon Jackont (1948-), historien, éditeur littéraire, romancier (thrillers)
- Yitzhak Laor (1948-), romancier, poète, critique littéraire
- Haim Lapid (1948-)
- Savyon Liebrecht (en) (1948-), romancière, nouvelliste
- Eyal Megged (1948-), journaliste, romancier
- Meir Shalev (1948-), journaliste, romancier, essayiste, animateur, auteur enfance
- Dvora Silverstein (1948-)[30], artiste, auteure

- Haim Assa (1949-)
- Ortsion Bartana (1949-)
- Yitzhak Bar-Yosef (1949-)
- Maya Bejerano (1949-), poétesse
- Zali Gurevitch (1949-)
- Motti Lerner (1949-), dramaturge, scénariste
- Naomi Ragen (en) (1949-), romancière, dramaturge
- Yotam Reuveny (1949-2021)[16], poète, journaliste, dramaturge, traducteur
- Galila Ron-Feder-Amit (en) (1949-), auteure enfance

### 1950
- Irit Amit (1950-)
- Naim Araidi (1950-2015), druze
- Vered Ariel (1950 ?)
- Ehud Asheri (1950-)
- Leah Ayalon (1950-)
- Ronit Chacham (1950-), auteure
- Ramy Ditzanny (1950-), poète
- Michal Govrin (1950-), poétesse, romancière
- Hava Havushi (1950-)
- Pua Hershlag (1950-2019), auteure enfance, traductrice
- Hana Livne (1950-)
- Mira Maguen (1950-)
- Oded Peled (1950-)[13], traducteur, poète
- Janice Rebibo (1950-), poétesse
- Anton Shammas (en) (1950-), palestinien, poète, traducteur
- Noga Treves (? 1950-), romancière[38]
- Shimon Zimmer (he) (1950-)[45], dramaturge

- Benny Barbash (1951-), dramaturge, scénariste
- Anat Feinberg (1951-), romancière
- Shifra Horn (1951-)
- Tsruya Lahav (1951-), musicienne, poétesse, romancière
- Ofra Ofer (1951-)[10]
- Ronny Someck (en) 1951-), poète
- Albert Suissa (1951-), chanteur, parolier

- Suzane Adam (1952-)
- Ami Gedalia (1952-)
- Hezy Leskly (en) (1952-1994), poète, chorégraphe
- Rivka Miriam (1952-), poétesse
- Igal Sarna (1952-)
- Orit Shaham-Gover (1952-)[25]
- Yosef Sharon (1952-), poète
- Orit Uziel (1952-)[40], auteure enfance
- Ouriel Zohar (1952-), scénariste, dramaturge, traducteur

- Lizzie Doron (1953-), romancière
- Eleonora Lev (he) (1953-), romancière, éditrice, critique littéraire
- Salman Masalha (en) (1953-), poète, prosateur, traducteur, essayiste
- Lily Perry (en) (1953-)[14], éditrice, auteure
- Orit Raz (1953-), auteure (enfance, adultes)
- Benny Ziffer (en) (1953-), traducteur, romancier

- Ella Bat-Tsion (1954-), poétesse, bibliothécaire
- Uzi Ben-Canaan (1954-1991)
- David Grossman (1954-), romancier
- Shmuel Hasfari (1954-)
- Daniel Horowitz (1954-)
- Nava Semel (1954-2017), journaliste, traductrice, auteure

- Dorit Abusch (1955-)
- Zohar Eitan (1955-), compositeur, poète
- Emuna Elon (1955-), journaliste, activiste
- Anat Israeli (1955-), auteure de non-fiction
- Hava Pinhas-Cohen (en) (1955-), éditrice, auteure, poétesse
- Haim Sabato (en) (1955-), rabbin, auteur, essayiste
- Youval Shimoni (1955-), romancier

- Daniella Carmi (1956-)
- Dror Elimelech (1956-), psychiatre, poète, compositeur
- Orit Harel (1956-)
- Amira Hass (1956-)
- Miron C. Izakson (1956-), romancier
- Itamar Levy (de) (1956-), romancier
- Amir Or (en) (1956-), poète, romancier, essayiste

- Dvora Ben-Shir (1957-)
- Ilana Bernstein (1957-)
- Zahava Kor (1957-)
- Admiel Kosman (en) (1957-), poète
- Shmuel T. Meyer (1957-)
- Rachel Talshir (1957-)[34], journaliste, auteure

- Uri Adelman (1958-2004)

- Udi Aloni (1959-), réalisateur
- Gayil Hareven (1959-)
- Iris Leal (1959-)
- Ronit Matalon (1959–2017)
- Gidi Nevo (1959-)[7]
- Zeruya Shalev (1959-), romancière
- Avner Shats (en) (1959-), auteur, poète
- Tzur Shezaf (1959-), auteur, journaliste
- Yossi Sucary (1959-), romancier

### 1960
- Alon Altaras (1960-)
- Orly Castel-Bloom (1960-), auteure, nouvelliste, romancière
- Sami Shalom Chetrit (1960-)
- Boaz Izraeli (1960-)
- Ilan Sheinfeld (1960-)[27], poète, éditeur, traducteur
- Ofer Shelach (en) (1960-), journaliste, homme politique

- Irit Linur (en) (1961-), auteure
- Tal Nitzán (1961-), poétesse, traductrice

- Leah Aini (en) (1962-)
- Yoav Alvin (1962-)
- Yossi Avni Levy (1962-), diplomate
- Udi Ta'ub (1962-)[36], artiste visuel, auteur

- Dudi Busi (he) (1963-)
- Esty G. Hayim (1963-)
- Yonadav Kaploun (1963-)
- Judith Katzir (1963-), romancière, nouvelliste
- Yaïr Lapid (1963-), acteur, journaliste, romancier, poète
- Ioram Melcer (1963-), traducteur, critique littéraire, essayiste
- Roee Rosen (en) (1963-), poly-artiste, écrivain, cinéaste
- Rami Saari (1963-), poète, traducteur, linguiste, critique littéraire

- Meira Asher (1964-), compositrice, performeuse sonore
- Yaël Hedaya (he) (1964-)
- Uzi Weill (1964-)[42], romancier, scénariste
- Michal Zamir (de) (1964-), nouvelliste, romancière

- Yoav Katz (1965-)
- Yishai Sarid (1965-), avocat, romancier
- Gadi Taub (1965-), historien, scénariste, romancier
- Uri Tzaig (en) (1965-), artiste, dramaturge (installations)

- Gafna Amir (1966-)
- Alona Kimhi (1966-), actrice, auteure
- Shoham Smith (1966-), auteure

- Marina Groslerner (1967-), auteure, traductrice
- Etgar Keret (1967-)
- Miri Rozovsky (1967-)[19], romancière

- Gal Amir (1968-)
- Roni Ganor (1968-), romancier, traducteur
- Eytan N. Glass (1968-)
- Yael Ichilov (1968-)

- Sagit Emmet (1969-), auteure
- Asher Kravitz (en) (1969-), conférencier scientifique, animaliste, photographe
- Tami Shem Tov (1969-), auteure jeunesse

### 1970
- Dror Burstein (1970-)
- Dov Elbaum (1970-)
- Yair Nehorai (en) (1970 ?), avocat , Taliban Son (2011)

- Noga Albalach (1971-)
- Alex Epstein (en) (1971-)
- Shira Geffen (1971-), actrice, scénariste
- Eshkol Nevo (1971-), nouvelliste, romancier

- Shimon Adaf (1972-)
- Alon Hilu (en) (1972-)
- Ronen Altman Kaydar (1972-), poète
- Dorit Rabinyan (1972-), scénariste, romancière, Sous la même étoile

- Yakir Ben Moshe (1973-), poète
- Hillel Mittelpunkt (1973-), dramaturge
- Shiri Zuck (1973-)[47], scénariste
- Carine Goren (1974-), auteure culinaire

- Yaniv Iczkovits (en) (1975-), Tikkun Ahar Hatzot (Une Prière d’après minuit (2015), La Fille du boucher pour la traduction en anglais, La vengeance de Fanny pour la traduction en français en 2023  (ISBN 978-2-07-27-8164-3))
- Sayed Kashua (1975-)
- Dror Mishani (1975-)
- Nano Shabtaï (1975-), poétesse, romancière, dramaturge
- Noa Yedlin (de) (1975-), nouvelliste, romancière

- Itamar Ben-Canaan (Ithamar Handelman Smith) (1976-), poète, chroniqueur
- Sivan Beskin (1976-), poétesse, traductrice, directrice littéraire
- Ron Leshem (1976-), scénariste, romancier
- Shai Tubali (1976-)[39]
- Klil Zisapel (1976-)[46], nouvelliste, romancière

- Roy Arad (1977-), poète, chanteur, activiste

- S. K. Azoulay (1979-)
- Kobi Oz (1979-) chanteur, parolier

### 1980
- Amir Segal (en) (1980-), poète, critique littéraire, entrepreneur
- Vaan Nguyen (en) (1982-), poétesse, actrice, journaliste
- Roy Hasan (1983-)
- Avner Shavit (he) (1983-)
- Tal Slutzker (en) (1986-), peintre, poète
- Shani Boianjiu (1987-)

### 1990
- Yair Dovrat (1990-), essayiste, poète